# Metro 2033: den sista tillflykten
Metro 2033: den sista tillflykten är en postapokalyptisk science fiction-roman av Dmitrij Gluchovskij. Boken gavs först ut på Internet 2002, och senare på ett etablerat förlag 2005. Den gavs först ut på svenska 2009, av förlaget Ersatz (numera Coltso), översatt av Ola Wallin.
Rättigheter till boken har sålts till över 20 länder, och ett datorspel baserat på boken (Metro 2033) har släppts. En uppföljare till boken, Metro 2034: försvaret av Sevastopolskaja, släpptes 2009 i Ryssland och på svenska 2011.

## Handling
Berättelsen utspelar sig i Moskvas tunnelbana efter ett kärnvapenkrig som har gjort jordytan obeboelig. Runt tunnelbanestationerna uppstår samhällen, som går samman och bildar federationer. Bokens huvudperson, Artiom, bor på den oberoende VDNCh tunnelbanestation och blir tvungen att ge sig ut genom tunnelbanesystemet för att informera om en fara som hotar. Hans resa för honom genom Moskvas metro som är en miniatyr av det ryska samhället med fascism, kommunism, frireligiösa grupper och kulter som kontrollerar olika stationer.